# Bizeljsko

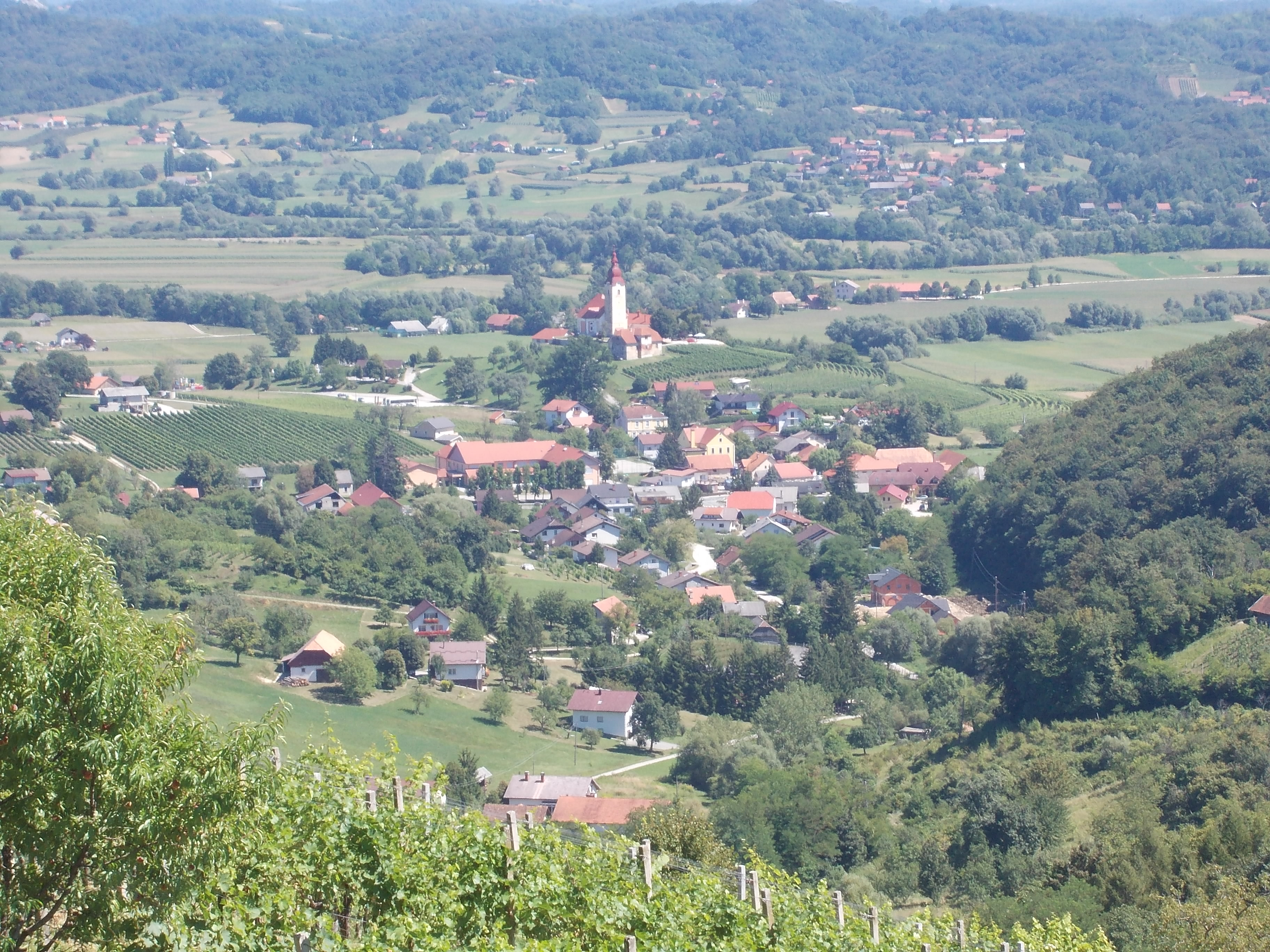
Blick auf Bizeljsko

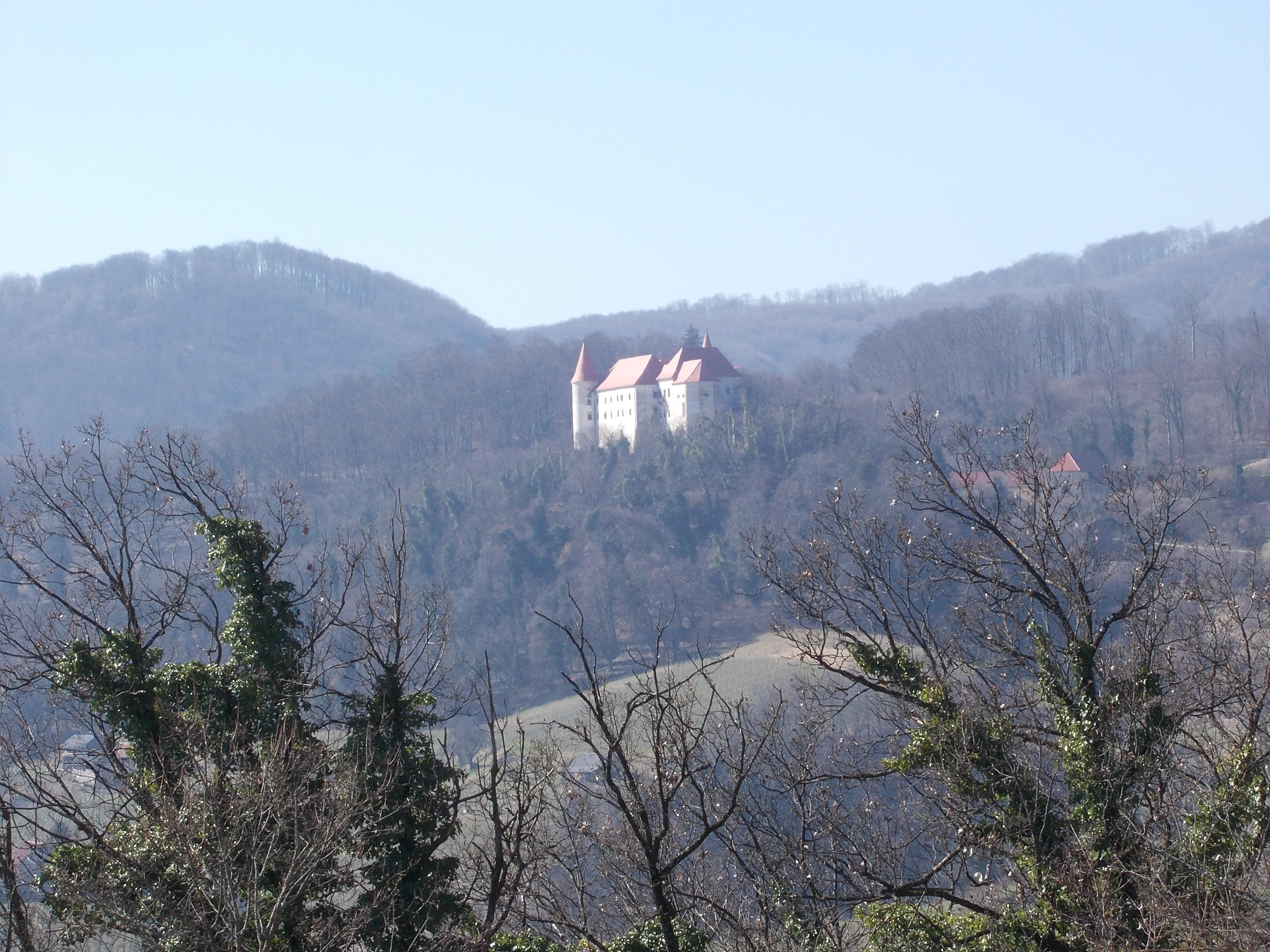
Schloss Bizeljsko

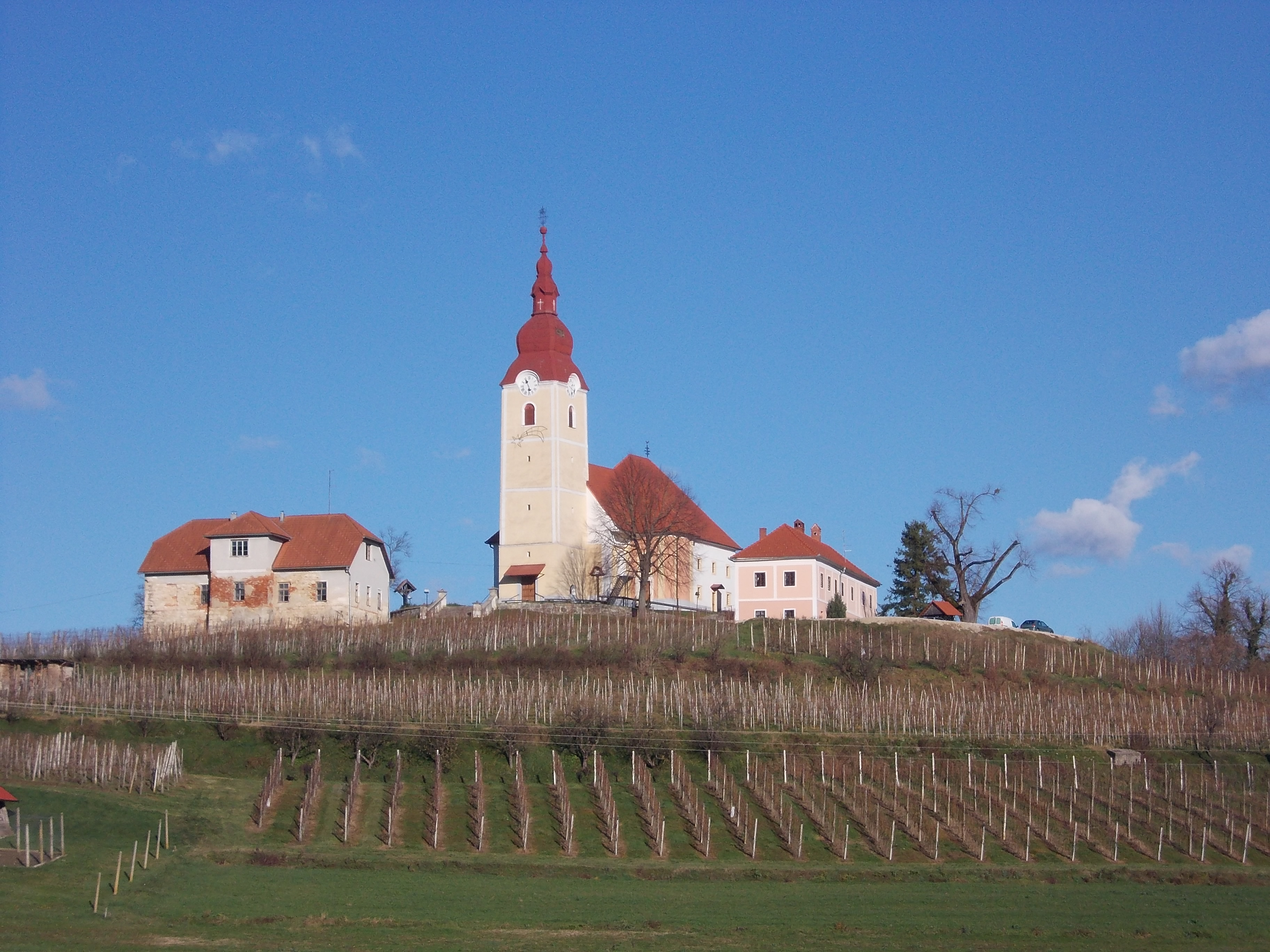
Laurentius-Kirche

Bizeljsko (ausgesprochen: [biˈzeːlskɔ]; deutsch: Wisell) ist der Name einer Hügellandschaft am rechten Ufer der Sotla sowie der namensgebenden, früher selbständigen Gemeinde, die heute zur Gemeinde Brežice gehört.
Das Weinanbaugebiet Bizeljsko macht flächenmäßig den größten Teil der Gemeinde Brežice aus. Es umfasst die Weiler Bošt, Nimnik, Gradišče (deutsch: Gradischberg), Župjek, Spodnja Sušica (deutsch: Untersuschitz), Zgornja Sušica (deutsch: Obersuschitz), Janežičeva Gorca (deutsch: Johannesberg), Vrhovnica und Vitna Vas.

## Sehenswürdigkeiten und Aktivitäten
- Schloss Bizeljsko (deutsch: Schloss Wisell)[4]
- St. Laurentius-Kirche von 1723 im Dorf Bizeljsko[5]
- Weinanbaugebiet Bizeljsko–Sremič
- Repnica-Weinkeller[6]

## Persönlichkeiten
- Anton Martin Slomšek (1800–1862), erster Bischof der römisch-katholischen Diözese Lavant-Marburg, war zwischen 1825 und 1827 Kaplan an der Pfarrkirche St. Laurentius in Wisell.[7]